# Learned Publishing
Learned Publishing is een tijdschrift over wetenschappelijke literatuur. Het is het officiële tijdschrift van  de Association of Learned and Professional Society Publishers en wordt uitgegeven in samenwerking met de Society for Scholarly Publishing. 
Het tijdschrift is niet onderworpen aan collegiale toetsing en heeft geen impactfactor.